# Liparophyllum
Liparophyllum – rodzaj roślin należący do rodziny bobrkowatych (Menyanthaceae). Obejmuje 8 gatunków. Występują one w Australii i na Tasmanii, a jeden gatunek (L. gunnii) rośnie także w Nowej Zelandii. Rośliny te zasiedlają różne siedliska mokradłowe i wodne. Niektóre gatunki mają nasiona wyposażone w ciałka mrówcze, dzięki czemu rozprzestrzeniane są one przez mrówki.
Przynajmniej część gatunków uprawianych jest jako ozdobne rośliny w ogrodach wodnych.
Nazwa rodzaju utworzona została z greckich słów liparos i phyllon znaczących odpowiednio „tłusty, lśniący” i „liść”, w nawiązaniu do nieco gruboszowatych liści.

## Morfologia

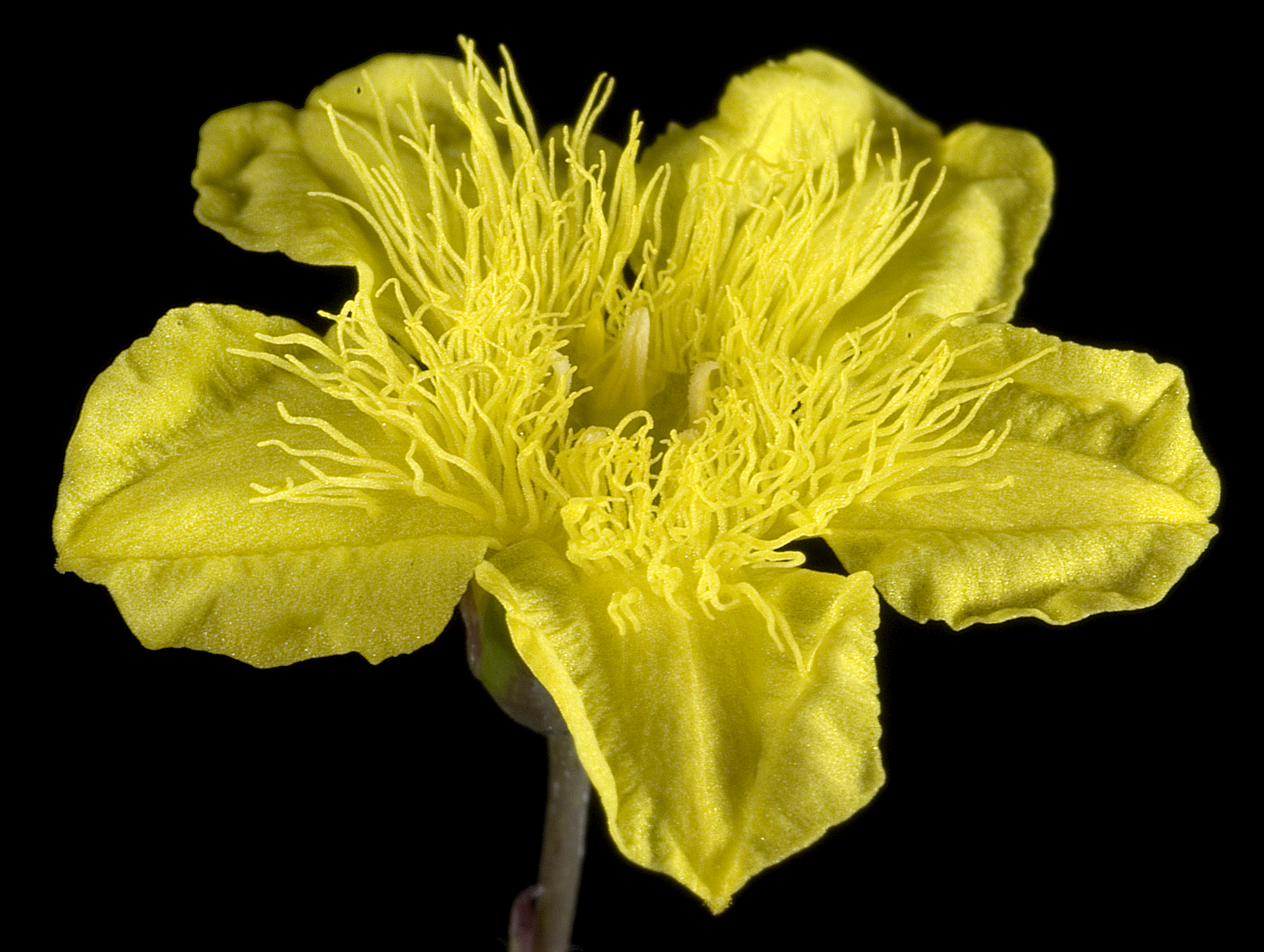
Liparophyllum latifolium

PokrójZielne rośliny wieloletnie lub roczne.
LiścieSkrętoległe, z pochwiastą nasadą. U L. gunnii siedzące i równowąskie, u pozostałych gatunków ogonkowe, z blaszką jajowatą do elipsoidalnej, całobrzegą, karbowaną lub ząbkowaną.
KwiatySkupione na wzniesionym kwiatostanie składającym się z kilku lub wielu kwiatów (wówczas kwiatostan wiechowaty z kilkoma kwiatami na każdym poziomie), czasem kwiaty są gęsto skupione w formie główek (L. capitatum i L. congestiflorum). Działek kielicha jest 5, złączonych u nasady. Płatków korony także jest 5, zrośnięte są one w dolnej części, od wewnątrz są silnie frędzlowate, całobrzegie lub piłkowane na brzegu. Mają barwę żółtą lub białą. Pręcików jest 5 międzyległych płatkom korony, przyrośniętych do rurki korony w miejscu, gdzie rozchyla się na wolne łatki. Pylniki o strzałkowatej nasadzie, dwukomorowe. Zalążnia górna, jednokomorowa, z dwoma łożyskami ściennymi i 5–10 zalążkami. Szyjka słupka pojedyncza z dwułatkowym znamieniem.
OwoceTorebki otwierające się czterema klapkami, przyrośnięte nasadą lub na 1/4 długości do trwałego kielicha. Nasiona kuliste do elipsoidalnych o wymiarach od 0,7 do 3 mm.

## Systematyka
Pozycja systematyczna
Jeden z pięciu rodzajów z rodziny bobrkowatych (Menyanthaceae) z rzędu astrowców (Asterales). Pierwotnie rodzaj opisano jako monotypowy – obejmujący wyłącznie gatunek Liparophyllum gunnii (będący siłą rzeczy jego typem nomenklaturowym). W wyniku analiz filogenetycznych, których wyniki opublikowano w 2009, okazało się, że gatunek ten tworzy z kilkoma innymi grupę siostrzaną względem rodzaju grzybieńczyk Nymphoides. W grupie tej znalazło się kilku przedstawicieli rodzaju Villarsia i jeden z rodzaju grzybieńczyk – N. exigua. Wszystkie one zostały w efekcie włączone do rodzaju Liparophyllum. Bazalną pozycję względem pary Nymphoides+Liparophyllum zajmują kolejno: Villarsia i Ornduffia. 
Wykaz gatunków
- Liparophyllum capitatum (Nees) Tippery & Les
- Liparophyllum congestiflorum (F.Muell.) Tippery & Les
- Liparophyllum exaltatum (Sims) Tippery & Les
- Liparophyllum exiguum (F.Muell.) Tippery & Les
- Liparophyllum gunnii Hook.f.
- Liparophyllum lasiospermum (F.Muell.) Tippery & Les
- Liparophyllum latifolium (Benth.) Tippery & Les
- Liparophyllum iolifolium (F.Muell.) Tippery & Les